# Мустафаев, Вугар Гюндуз оглы
Вугар Гюндуз оглы Мустафаев (азерб. Mustafayev Vüqar Gündüz oğlu; род. 5 августа 1994, Загатала) — азербайджанский футболист, полузащитник клуба «Сумгаит». Выступал в сборной Азербайджана.

## Карьера
Начал заниматься футболом в родном городе Закатале. Первым наставником был Шабан Ширданов.

#### Чемпионат Азербайджана
В 2010 году стал игроком молодёжного состава (до 17 лет) закатальского «Симурга», в котором провёл два года. После этого перешёл в дублирующий состав «фениксов», оттуда, в 2011 году в клуб первого дивизиона «Локомотив-Баладжары».
Дебютировав в Премьер-лиге в 2013 году в дубле ФК «Баку», Вугар Мустафаев сумел привлечь внимание наставников бакинцев своей техничной игрой, в результате чего был привлечен в основной состав команды.
3 июня 2019 года перешёл в «Сумгаит». Являлся капитаном команды.
В мае 2025 года завершил карьеру.
Статистика выступлений в чемпионате Азербайджана по сезонам:
| № | Сезон       | Клуб                  | Лига            | Игр | Голов |
| - | ----------- | --------------------- | --------------- | --- | ----- |
| 1 | 2011 / 2012 | «Локомотив Баладжары» | Первый дивизион | 0   | 0     |
| 2 | 2013 / 2014 | «Баку»                | Премьер-лига    | 16  | 0     |

#### Кубок Азербайджана
Всего в Кубке Азербайджана провел 4 игры. Одну, будучи игроком ФК «Локомотив-Баладжары», и три в составе ФК «Баку».
| № | Дата            | Раунд                         | Клуб                  | Соперник        | Лига         | Итог  |
| - | --------------- | ----------------------------- | --------------------- | --------------- | ------------ | ----- |
| 1 | 26 октября 2011 | Первый раунд — 1/16 финала    | «Локомотив-Баладжары» | «Сумгаит-Шехер» | Премьер-лига | 0 : 2 |
| 2 | 4 декабря 2013  | Второй раунд — 1/8 финала     | «Баку»                | «Сумгаит»       | Премьер-лига | 2 : 1 |
| 3 | 12 марта 2014   | 1/4 финала, первая встреча    | «Ряван»               | «Баку»          | Премьер-лига | 0 : 1 |
| 4 | 19 марта 2014   | 1/4 финала, повторная встреча | «Баку»                | «Ряван»         | Премьер-лига | 0 : 1 |